# 韋爾斯溪隕石坑

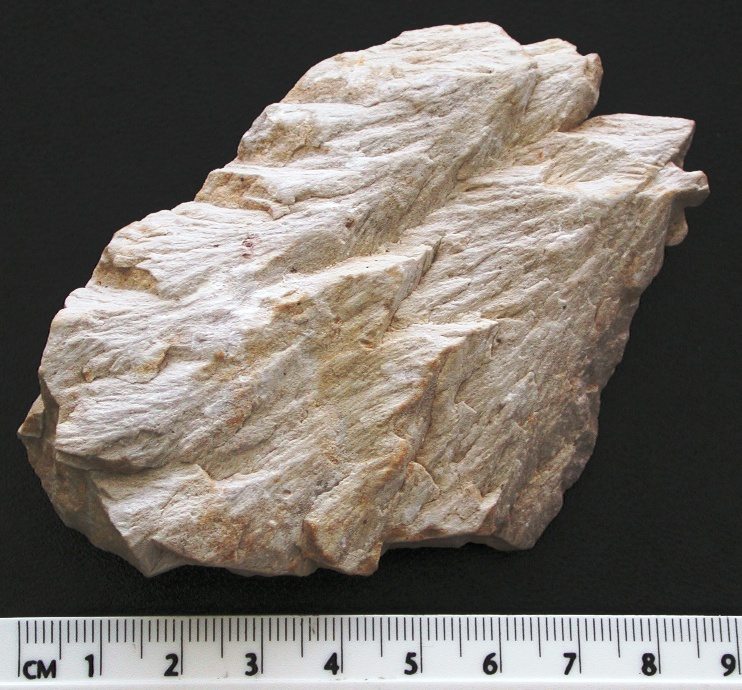
韋爾斯溪隕石坑中細顆粒白雲石形成的破裂錐。

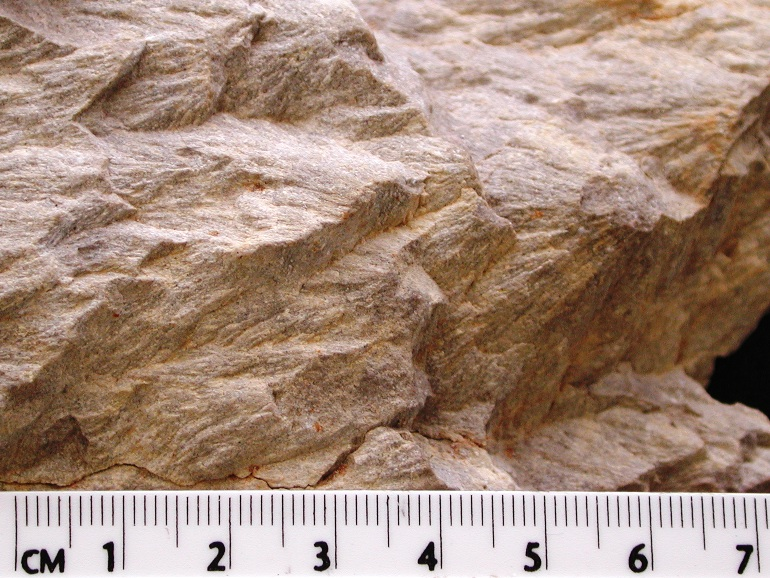
破裂錐特寫。

韋爾斯溪隕石坑（Wells Creek）是一個位於美國田納西州的隕石坑。
韋爾斯溪隕石坑的直徑約12公里，年齡約2 ± 1億年，大約是侏儸紀前後。該撞擊坑的中心有世界上顆粒最細小的破裂錐，並已有大量樣本被採集和在世界各地展示。

## 外部連結
- Wells Creek topographic map （页面存档备份，存于）

36°22′40″N 87°39′30″W / 36.37778°N 87.65833°W